# 1651

## أحداث
- تأسيس مدينة كايآني وتقع حاليا في فنلندا.
- نهاية حروب الممالك الثلاث في 1651 والتي بدأت في 1638.
- نهاية الحرب الأهلية الإنجليزية في 3 سبتمبر 1651 والتي بدأت في 1642.
- بداية حرب الثلاث مئة وخمسة وثلاثين عاما في 30 مارس 1651 والتي انتهت في 17 أبريل 1986.
- نهاية الحرب الأهلية الإنجليزية الثالثة في 1651 والتي بدأت في 1649.
- 1 يناير - اعتلاء شارل الثاني عرش اسكتلندا.

## مواليد
- 6 أغسطس - فرانسوا فنلون، كاتب فرنسي (مات عام 1719)

## وفيات
- 3 سبتمبر وفاة السلطانة كوسم زوجة السلطان أحمد الأول